# Гута-Порайська
Гута-Порайська (пол. Huta Porajska) — село в Польщі, у гміні Каменськ Радомщанського повіту Лодзинського воєводства.
Населення — 41 особа (2011).
У 1975-1998 роках село належало до Пйотрковського воєводства.

## Демографія
Демографічна структура станом на 31 березня 2011 року:
|          | Загалом | Допрацездатний вік | Працездатний вік | Постпрацездатний вік |
| -------- | ------- | ------------------ | ---------------- | -------------------- |
| Чоловіки | 23      | 5                  | 15               | 3                    |
| Жінки    | 18      | 5                  | 9                | 4                    |
| Разом    | 41      | 10                 | 24               | 7                    |